# 黄耀燊
黄耀燊（1915年—1993年），广东南海人，中国中医外科专家，广州中医学院第一附属医院原院长，广东省政协原副主席，中国农工民主党中央委员会原常务委员，第六、七、八届全国政协委员。